# Uranoscopus crassiceps
Uranoscopus crassiceps és una espècie de peix pertanyent a la família dels uranoscòpids.

## Hàbitat
És un peix marí, demersal i de clima tropical que viu entre 179 i 187 m de fondària.

## Distribució geogràfica
Es troba a l'Índic oriental: les costes de Tamil Nadu (l'Índia).

## Observacions
És inofensiu per als humans.